# Brooksville (Mississippi)
Brooksville é uma cidade  localizada no estado americano de Mississippi, no Condado de Noxubee.

## Demografia
Segundo o censo americano de 2000, a sua população era de 1182 habitantes. 
Em 2006, foi estimada uma população de 1140, um decréscimo de 42 (-3.6%).

## Geografia
De acordo com o United States Census Bureau tem uma área de 
2,6 km², dos quais 2,6 km² cobertos por terra e 0,0 km² cobertos por água. Brooksville localiza-se a aproximadamente 66 m acima do nível do mar.

## Localidades na vizinhança
O diagrama seguinte representa as localidades num raio de 32 km ao redor de Brooksville. 